# FK Spartak Subotica
Fudbalski Klub Spartak Subotica (serb.: Фудбалски Kлуб Спартак Суботица) – serbski klub piłkarski z siedzibą w Suboticy (w okręgu północnobackim, w Wojwodinie). Został utworzony w 1945 roku. Obecnie występuje w Super lidze Srbije.

## Historia
- 21.04.1945 - został założony jako FK Spartak Subotica.
- 2008 - połączył się z FK Zlatibor Voda Horgoš tworząc FK Spartak Zlatibor Voda.
- 2013 - klub powrócił do nazwy FK Spartak Subotica.

## Stadion
Klub rozgrywa swoje mecze domowe na stadionie Stadion Gradski w Suboticy, który może pomieścić 13.000 widzów.

## Sezony
| Sezon                          | Liga                                              | Poziom | Miejsce |
| Federalna Republika Jugosławii |                                                   |        |         |
| 1999/00                        | Prva liga SR Јugoslavije                          | I      | 20      |
| 2000/01                        | Druga liga SR Јugoslavije – Grupa Sjever (Północ) | II     | 8       |
| 2001/02                        | Druga liga SR Јugoslavije – Grupa Sjever (Północ) | II     | 17      |
| 2002/03                        | Srpska liga (Grupa Vojvodina)                     | III    | 14      |
| Serbia i Czarnogóra            |                                                   |        |         |
| 2003/04                        | Srpska liga (Grupa Vojvodina)                     | III    | 1       |
| 2004/05                        | Prva liga Srbije                                  | II     | 8       |
| 2005/06                        | Prva liga Srbije                                  | II     | 9       |
| Serbia                         |                                                   |        |         |
| 2006/07                        | Prva liga Srbije                                  | II     | 19      |
| 2007/08                        | Srpska liga (Grupa Vojvodina)                     | III    | 6 *     |
| 2008/09                        | jako klub FK Spartak Zlatibor Voda                | –      | –       |
| 2009/10                        | jako klub FK Spartak Zlatibor Voda                | –      | –       |
| 2010/11                        | jako klub FK Spartak Zlatibor Voda                | –      | –       |
| 2011/12                        | jako klub FK Spartak Zlatibor Voda                | –      | –       |
| 2012/13                        | jako klub FK Spartak Zlatibor Voda                | –      | –       |
| 2013/14                        | Super liga Srbije                                 | I      | 10      |
| 2014/15                        | Super liga Srbije                                 | I      | 12      |
| 2015/16                        | Super liga Srbije                                 | I      | 10      |
| 2016/17                        | Super liga Srbije                                 | I      | 10      |
| 2017/18                        | Super liga Srbije                                 | I      | 4       |
| 2018/19                        | Super liga Srbije                                 | I      | 10      |
| 2019/20                        | Super liga Srbije                                 | I      | 7 **    |
| 2020/21                        | Super liga Srbije                                 | I      | ?       |

 * od sezonu 2008/09 klub rozpoczął występy w rozgrywkach Prvej ligi Srbije jako FK Spartak Zlatibor Voda.
 ** Z powodu sytuacji epidemicznej związanej z koronawirusem COVID-19 rozgrywki sezonu 2019/2020 zostały zakończone po rozegraniu 30 kolejek.

## Sukcesy
- mistrzostwo Drugiej ligi SFR Јugoslavije (4): 1952, 1972, 1986 i 1988 (awanse do Prvej ligi SFR Јugoslavije).
- Puchar SFR Јugoslavije:
  - finalista (1): 1962.
- Puchar SR Јugoslavije:
  - finalista (1): 1994.

## Europejskie puchary
Legenda do wszystkich tabel:
- Q – runda eliminacyjna, 1/16, 1/8, 1/4, 1/2 – odpowiednia faza rozgrywek, Grupa – runda grupowa, 1r gr – pierwsza runda grupowa, 2r gr – druga runda grupowa, F – finał, R – runda, PO – play-off
- k. – rzuty karne, los. – losowanie, Dogr. – dogrywka, w. – zasada bramek strzelonych na wyjeździe

| Sezon   | Rozgrywki   | Runda | Przeciwnik     | Dom | Wyjazd | Ogólnie |
| ------- | ----------- | ----- | -------------- | --- | ------ | ------- |
| 2010/11 | Liga Europy | 2Q    | Differdange 03 | 2–0 | 3–3    | 5–3     |
| 2010/11 | Liga Europy | 3Q    | Dnipro         | 2–1 | 0–2    | 2–3     |
| 2018/19 | Liga Europy | 1Q    | Coleraine      | 1–1 | 2–0    | 3–1     |
| 2018/19 | Liga Europy | 2Q    | Sparta Praga   | 2–0 | 1–2    | 3–2     |
| 2018/19 | Liga Europy | 3Q    | Brøndby        | 0–2 | 1–2    | 1–4     |